# クリソバラヌス科
クリソバラヌス科（Chrysobalanaceae）は、被子植物の科の一つである。

## 分布
詳細は#属および主な種に譲ることとするが旧世界・新世界を問わず熱帯を中心に分布し（つまり汎熱帯性）、日本には全く自生しない。

## 特徴
木本で樹幹には赤色の滲出液が含まれることが多く、材にシリカが含まれ、花序は多種多様、果実は種子を1個のみ含む核果で内果皮は密に有毛、種子に種皮や維管束が見られるなどの特徴を有する。
クリソバラヌス科と判別する鍵となり得る特徴としては強く皮目が認められる枝や、2列で短めであることが多い葉柄やほぼ例外なく全縁の葉を持つという点が挙げられる。

## 分類
この科の中で最も早く記載が行われた種はイカコノキ（Chrysobalanus icaco）と Hirtella americana の2種であり、いずれもリンネの『植物の種』 (1753年) に見える。イカコノキの属名クリソバラヌス（Chrysobalanus）とは果実の外見にちなみ、ギリシア語の χρυσός〈黄金(の)〉と βάλανος〈カシの実〉との合成によるものである。
クリソバラヌス科はかつてバラ科と非常に近縁であると目され、バラ科に含まれていたこともあったが、クリソバラヌス科は直生胚珠を持つという点で異なっている。クロンキスト体系やAPG体系でははっきり独立のクリソバラヌス科が認められている。この科は一時期は花（特に雄蕊（））の形質の差異を根拠に4つの連に分けられたこともあったが、分子系統解析ではこれらの連の独立性が支持されなかった。
この科について体系的な研究に取り組んできた植物学者はいずれもキュー植物園所属のギリアン・トルミー・プランス（Ghillean Tolmie Prance）と Cynthia Sothers の2名であり、分類見直しの結果2014年にはGaulettia属を新設、2016年にはCordillera属・Hymenopus属・Leptobalanus属・Microdesmia属・Parinariopsis属の5属を、種の数が膨大となっていたリカニア属から分離させる形で新設した。

### 属および主な種

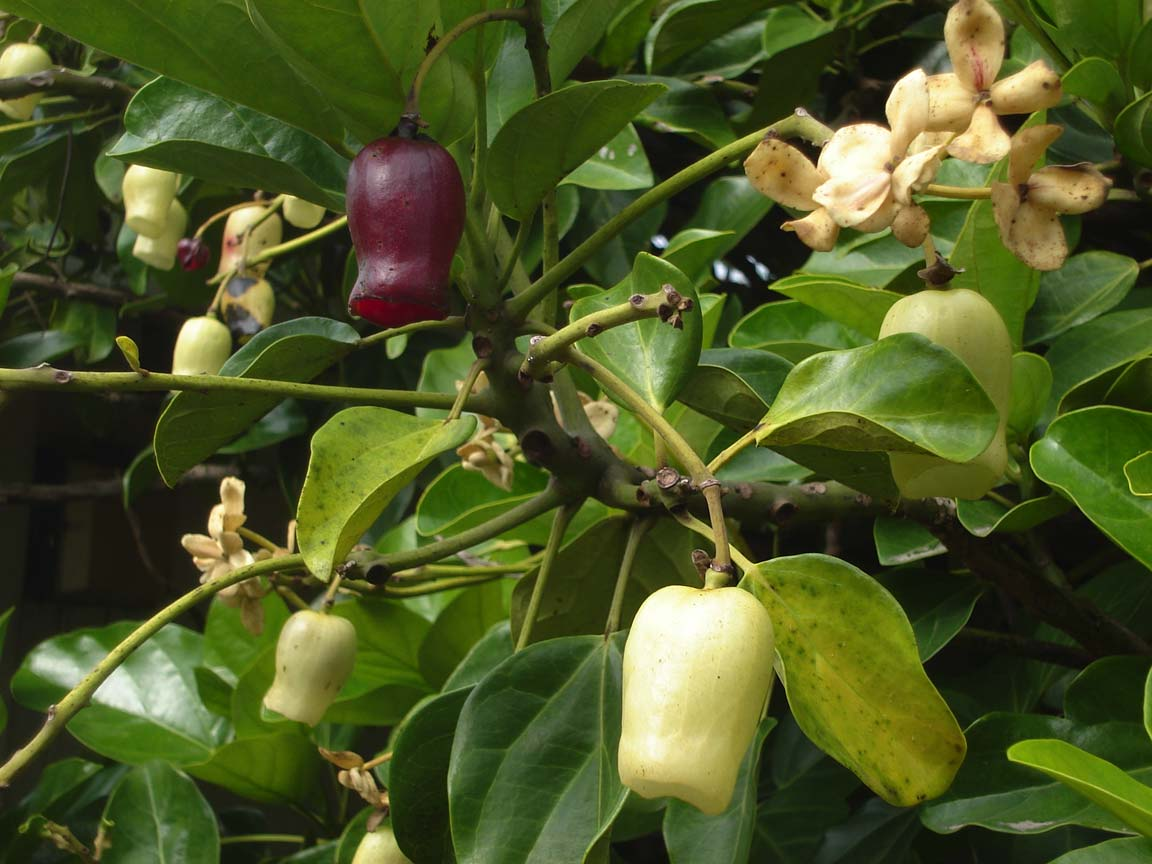
ナシモドキ Atuna excelsa subsp. racemosa

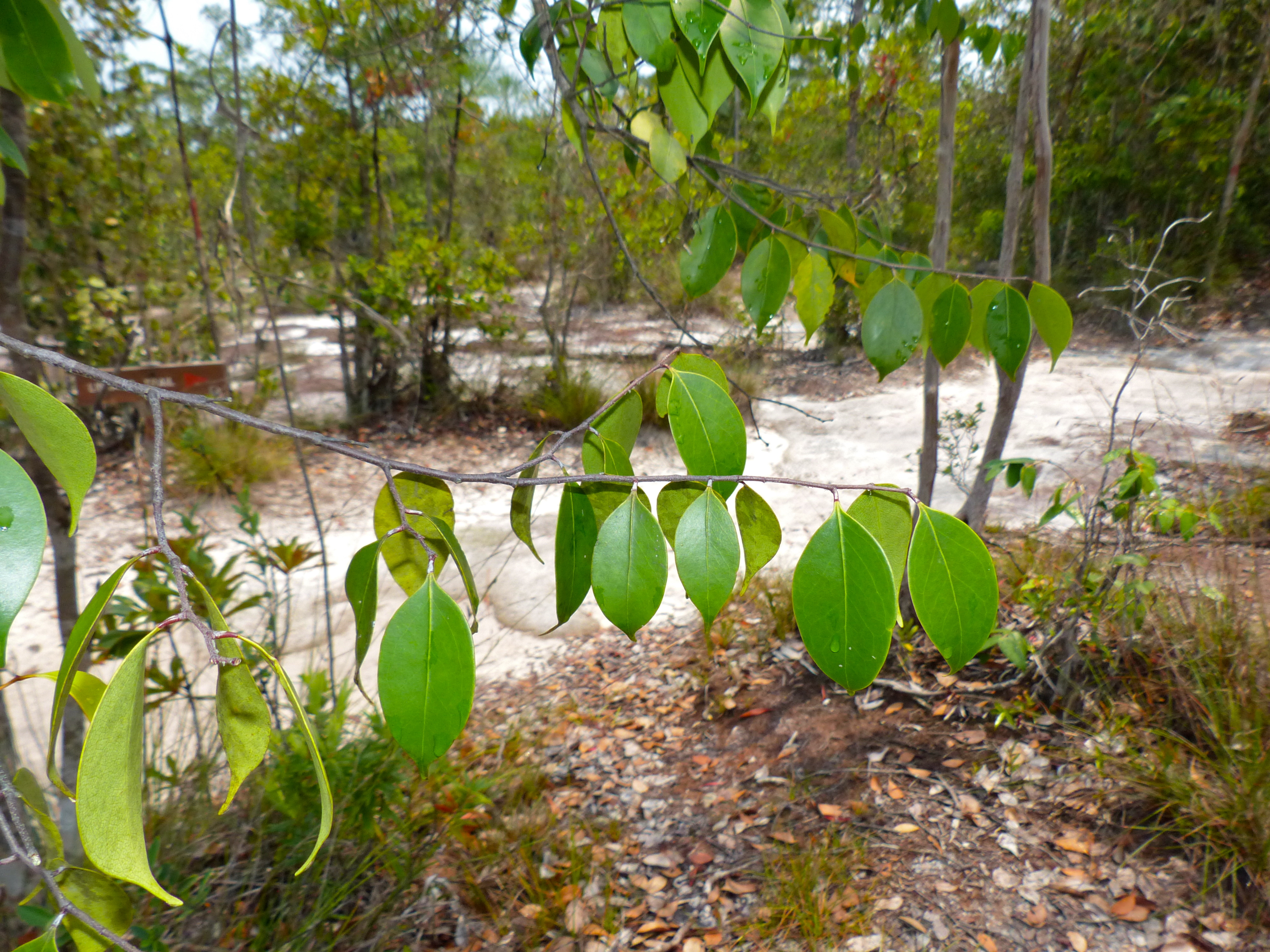
ニイラス Parastemon urophyllus

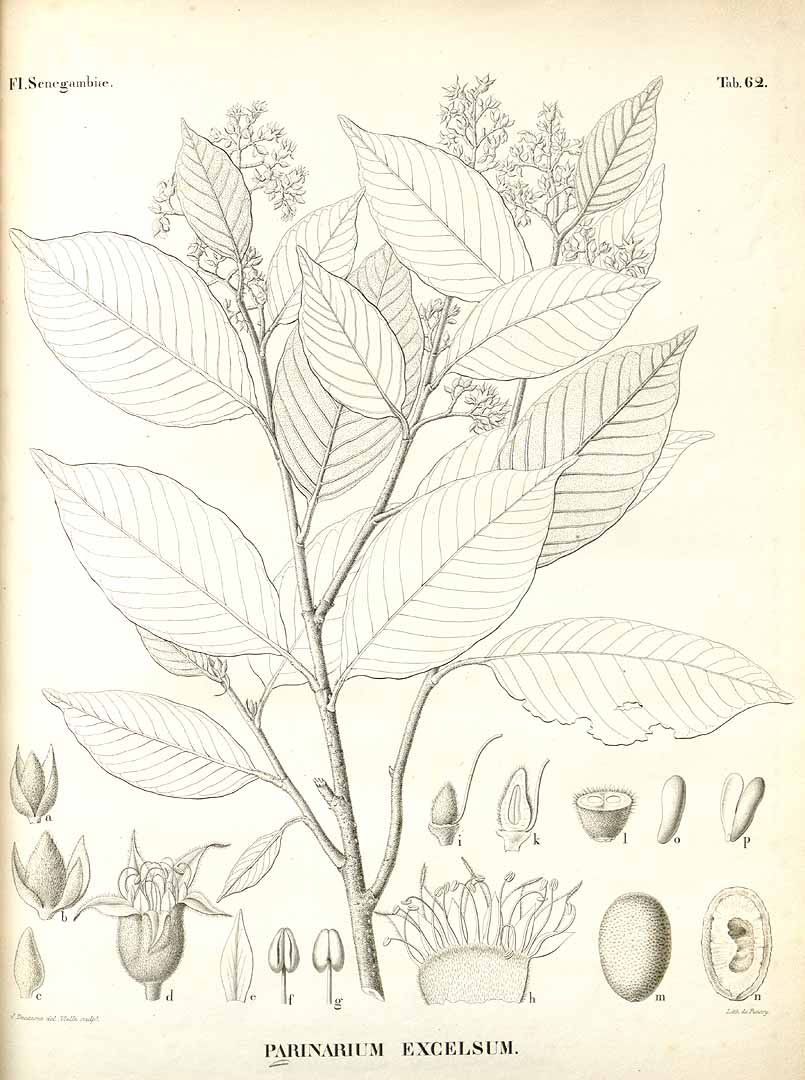
スグエ（Parinari excelsa）の図版

分類情報および分布情報は Plants of the World Online に従う。
- Acioa Aubl. - 熱帯アメリカ南部に6種が自生。
- Afrolicania Mildbr. - 単型属。
  - Afrolicania elaeosperma Mildbr. - 熱帯アフリカ西部および西中央部に自生。
- Angelesia Korth. - 3種。
  - Angelesia fusicarpa (Kosterm.) Sothers & Prance - ニューギニア東部に自生。
  - Angelesia palawanensis (Kosterm.) Sothers & Prance - フィリピン固有種。
  - Angelesia splendens Korth.（シノニム: Licania splendens (Korth.) Prance）ホシツバキ[9] - タイ南部からマレー群島区系西部および中央部に自生。
- Atuna Raf. - 南インド、タイから太平洋西部にかけて8種が自生。
  - Atuna excelsa (Jack) Kosterm. - タイの半島部から太平洋西部にかけて自生。
    - Atuna excelsa subsp. racemosa (Raf.) Prance（シノニム: Atuna racemosa Raf.、Parinari glaberrima (Hassk.) Hassk.、P. laurina A.Gray）ナシモドキ[10]（インドネシア名: kalapa tupai カラパトパイ[11]; フィジー名: makita マキタ[11]; ポンペイ島およびチューク島名: アイス[12]） - タイの半島部から太平洋西部にかけて自生。
- Bafodeya Prance ex F.White - 単型属。
  - Bafodeya benna (Scott Elliot) Prance ex F.White - 熱帯アフリカ西部に自生。
- Chrysobalanus L. イカコノキ属[5]/クリソバラヌス属 - 3種。
  - Chrysobalanus cuspidatus Griseb. ex Duss - 小アンティル諸島に自生。
  - Chrysobalanus icaco L. イカコノキ[11] - フロリダからブラジル東部、熱帯アフリカ西部からザンビアにかけて自生。
  - Chrysobalanus prancei I.M.Turner - ベネズエラ南東部からブラジル北部にかけて自生。
- Cordillera Sothers & Prance - 単型属。
  - Cordillera platycalyx (Cuatrec.) Sothers & Prance - コスタリカからベネズエラおよびエクアドルにかけて自生。
- Couepia Aubl. コウエピア属[4] - メキシコから熱帯アメリカ南部にかけて63種が自生。
- Dactyladenia Welw. - 熱帯アフリカ西部からアンゴラにかけて31種が自生。
  - Dactyladenia pallescens (Baill.) Prance & F.White（シノニム: Acioa pallescens Baill. アキオア・パレスケンス）- ナイジェリア南部から熱帯アフリカ西中央部にかけて分布する木本。
- Exellodendron Prance - 南米北部からブラジルにかけて5種が自生。
- Gaulettia Sothers & Prance - 2014年に新設された属であり、熱帯アメリカ南部に9種が自生。
  - Gaulettia canomensis (Mart.) Sothers & Prance（シノニム: Moquilea canomensis Mart. モクイレア・カノメンシス[4]）- 熱帯アメリカ南部に分布する木本。
- Geobalanus Small - 3種。
  - Geobalanus oblongifolius (Michx.) Small - アメリカ合衆国南東部に自生。
  - Geobalanus retifolius (S.F.Blake) Sothers & Prance - メキシコ西部からエルサルバドルにかけて自生。
  - Geobalanus riverae (Prance) Sothers & Prance - コスタリカ固有種。
- Grangeria Comm. ex Juss. - 2種。
  - Grangeria borbonica Lam. - レユニオン島、モーリシャスに自生。
  - Grangeria porosa Boivin ex Baill. - マダガスカル北部および北西部に自生。
- Hirtella L. ヒルテラ属[4] - 熱帯・亜熱帯アメリカ、熱帯アフリカ東部および南部、マダガスカルに110種が自生。
  - Hirtella americana L.(Wikispecies) - メキシコ南東部からエクアドル、キューバからイスパニョーラ島にかけて自生。
  - Hirtella zanzibarica Oliv. ヒルテラ・ザンジバリカ[4] - ケニアから熱帯アフリカ南部にかけて分布する高木。
- Hunga Prance - パプアニューギニア、ニューカレドニアに11種が自生する。
- Hymenopus (Benth.) Sothers & Prance - トリニダード島から熱帯アメリカ中央部および南部にかけて27種が自生する。
- Kostermanthus Prance - 3種。
  - Kostermanthus heteropetalus (Scort. ex King) Prance - マレー群島区系西部および中央部に自生。
  - Kostermanthus malayanus (Kosterm.) Prance - マレー半島（ペラ州北部）に自生。
  - Kostermanthus robustus Prance - ボルネオ島（サラワク州）に自生。
- Leptobalanus (Benth.) Sothers & Prance - メキシコから熱帯アメリカ南部およびトリニダード島にかけて31種が自生。
- Licania Aubl. リカニア属[4] - メキシコ南部から熱帯アメリカにかけて100種以上が分布。
  - Licania alba (Bernoulli) Cuatrec.（シノニム: L. venosa Rusby）俗称: kautaballi[13] - 南米北部からブラジル北部にかけて自生。
  - Licania incana Aubl. リカニア・インカナ[4] - 南アメリカ北部からブラジル北部にかけて分布する木本。
  - Licania majuscula Sagot 俗称: kautaballi[13] - ギアナ地方からブラジル北部にかけて自生。
  - Licania mollis Benth. カウタバリー（ガイアナ名: kautaballi）[11] - ベネズエラ南部からペルー北部にかけて自生。
  - Licania ternatensis Hook.f. ex Duss リカニア・テルナテンシス[4] - 小アンティル諸島からトリニダード島にかけて分布する高木。
- Magnistipula Engl. マグニスティプラ属[4] - 熱帯アフリカ、マダガスカルに13種が自生。
  - Magnistipula butayei De Wild. マグニスティプラ・ブタイエイ[4] - 熱帯アフリカに分布する高木。
- Maranthes Blume マランテス属[4] - 熱帯アフリカ、タイ南部からオーストラリア北部、中米にかけて12種が自生。
  - Maranthes corymbosa Blume（シノニム: Parinari corymbosa (Blume) Miq.、P. griffithiana Benth.）メルバト（マレー語: merbatu）[11] - タイ南部からマレー群島区系およびカロリン諸島（パラオ）にかけて分布する高木。
- Microdesmia (Benth.) Sothers & Prance - 2016年に新設された属であり、以下の2種が知られる。
  - Microdesmia arborea (Seem.) Sothers & Prance（シノニム: Licania arborea Seem. リカニア・アルボレア[4]）- メキシコ中央部から熱帯アメリカ南部にかけて分布。
  - Microdesmia rigida (Benth.) Sothers & Prance（シノニム: Licania rigida Benth. リカニア・リギダ[4]）- ブラジル東部に分布。
- Moquilea Aubl. - メキシコから熱帯アメリカにかけて54種が自生。
  - Moquilea pyrifolia (Griseb.) R.O.Williams（シノニム: Licania pyrifolia Griseb. リカニア・ピリフォリア[4]）- マルティニークからコロンビアにかけて分布する高木。
- Neocarya (DC.) Prance ex F.White - 単型属。
  - Neocarya macrophylla (Sabine) Prance ex F.White（シノニム: Parinari macrophylla Sabine パリナリ・マクロフィラ[4]）- 熱帯アフリカ西部からスーダンにかけて自生。
- Parastemon A.DC. - 3種。
  - Parastemon grandifructus Prance - ボルネオ島（サラワク州、サバ州）に自生。
  - Parastemon urophyllus (Wall. ex A.DC.) A.DC. ニイラス（マレー語: nylas）[11] - ニコバル諸島からマレー群島区系西部にかけて自生。
  - Parastemon versteeghii Merr. & L.M.Perry - スラウェシからアドミラルティ諸島にかけて自生。
- Parinari Aubl. パリナリ属[4] - 熱帯に40種足らずが分布。
  - Parinari anamensis Hance ツロック[11]（クメール語: ធ្លក）- インドシナに自生。
  - Parinari capensis Harv. パリナリ・カペンシス[4] - コンゴ共和国からタンザニアおよび南部アフリカに分布する亜低木。
  - Parinari costata (Korth.) Blume メルバトピピット（マレー語: merbatu pipit）[11] - ミャンマーからフィリピンにかけて自生。
  - Parinari curatellifolia Planch. ex Benth. パリナリ・クラテリフォリア[4] - 熱帯アフリカおよび南部アフリカ、インド洋西部地域に分布する高木。
  - Parinari excelsa Sabine（シノニム: P. holstii Engl.）スグエ[11]（スス語: sougué[14]） - コスタリカから熱帯アメリカ南部、熱帯アフリカにかけて自生。
  - Parinari oblongifolia Hook.f. ジョホールチーク（英: Johore teak）[11] - マレー群島区系西部に自生。
- Parinariopsis (Huber) Sothers & Prance - 単型属。
  - Parinariopsis licaniiflora (Sagot) Sothers & Prance - 熱帯アメリカ南部に自生。

#### かつてクリソバラヌス科に含められていた属
- Stylobasium Desf. スティロバシウム属[4] - APG IVではマメ目のスリアナ科の下に置かれている。

## 利用
ナシモドキ（Atuna excelsa subsp. racemosa; シノニム: A. racemosa、Parinari glaberrima、P. laurina）の果実からは速乾良質の油が得られ、カヌーの上塗とされたり、漁の道具の金具を結ぶ部分に塗られたりし、また材もカヌーなどに用いられる。
イカコノキ（Chrysobalanus icaco）は熟すと球形で表面が紫紅色を帯びた、白く肉質綿状の果肉の果実をつけるがこれが食用となり、砂糖煮・ジャム・糖果などに加工される。